# 刺杀肯尼迪
是一部由奥利佛·斯通執導的美国電影，该片於1991年12月20日在美國首映。这部影片通过描写新奥尔良检察官吉姆·加里森（凯文·科斯特纳饰演）检视了肯尼迪遇刺事件的始末（以及后来所发现的事实），吉姆在影片中控诉新奥尔良商人克莱·萧尔（汤米·李·琼斯饰演）和其同伙们涉嫌预谋刺杀了约翰·肯尼迪总统，而根据沃伦委员会的调查结论（《沃伦报告》），李·哈维·奥斯瓦尔德（加里·奥德曼饰演）是唯一的行刺凶手。
这部影片由奥利佛·斯通和圣扎迦利·斯卡拉（Zachary Sklar）改编自吉姆·加里森的小说《跟踪刺杀者》和吉姆·马斯的小说《困境：杀死肯尼迪之密谋》。当《华盛顿邮报》国家安全通讯记者乔治·拉德纳（George Lardner）根据剧本的第一稿严厉抨击这部电影之后，斯通的电影自拍摄结束之前就卷入到了一场激烈的争论中。在《刺杀肯尼迪》这部电影上映之后，众多美国主要报社都撰写社论，以严厉的措辞批评斯通亵渎历史、不尊重史实，以及他对林登·詹森总统也参与刺杀肯尼迪这一阴谋的指控。
最初，这部电影票房进展很缓慢，但之后却一跃而上，最终获得了超过2.05亿美元的票房。《刺杀肯尼迪》获得8项奥斯卡奖提名，其中包括奥斯卡最佳影片奖，赢得最佳摄影奖、最佳剪辑奖。

## 概述
影片开始于德怀特·艾森豪威尔总统在1961年的卸任典礼上对正在崛起的“军事工业复合体”做出警告，接着是一段肯尼迪总统在任时的年度总结（特别是一个事件，以奥利佛·斯通的观点，可能与遇刺事件有所联系）并且最终演变成了刺杀，在1963年11月22日的重演。之后场景切换至新奥尔良检察官吉姆·加里森，他开始调查刺杀事件，更重要的是，调查刺杀事件和新奥尔良的潜在关联。出于试图协助政府调查，加里森和他的调查小组搜集到一些潜在的证据以及嫌疑犯，但之后他们则被联邦政府驱赶，因为联邦政府已经公开地谴责了他们的调查行动。当嫌疑犯李·哈维·奥斯瓦尔德被杰克·卢比刺杀后，加里森结束了调查，但仍对该事件心有余悸。当加里森领头报告了对《沃伦报告》的质疑以及其多重矛盾后，调查在1967年重新展開。

加里森控告新奥尔良国际商人克雷·肖，试图共同谋划刺杀约翰·肯尼迪总统。1969年3月，陪审团商议不到1小时后宣判肖无罪。电影反映出陪审团的成员表示，他们相信肯尼迪遇刺事件后必定有幕后主使，但并没有足够的证据证明肖也参与其中。
影片中也暗示中央情报局成员、黑手党、军事工业复合体、特务机关、联邦调查局以及肯尼迪总统的副总统林登·约翰逊与策划刺杀事件有关联、并掩盖了一些事实。

## 作品

### 拍攝計畫緣起
扎卡里·斯克拉（Zachary Sklar）是一名记者，同时也是哥倫比亞大學新聞學院的一名专家，他曾在1987年遇到了吉姆·加里森，并帮助他重新编写了一份关于肯尼迪遇刺案的手稿。他将它的文体做了本质性的改变，从第三人称的学术性书籍变为以第一人称叙述的“探索性故事——一本侦探小说”。 斯卡拉编写了这本书并在1988年出版。与此同时，在古巴哈瓦那的拉丁美洲电影节上，斯通在电梯上遇见了谢里丹广场出版社（Sheridan Square Press）的出版商艾伦·雷（Ellen Ray）。她已经出版了吉姆·加里森的《跟踪刺杀》（On the Trail of the Assassins）。在1967年，雷曾经在新奥尔良与加里森合作过。她给了斯通一份《跟踪刺杀》的影印本并且让他读这本书。此后，斯通很快就用他自己的钱买下了这部电影的版权。
据他所说，肯尼迪的遇刺给他的一生带来了举足轻重的影响，“肯尼迪遭暗杀事件是战后时代——我们的时代的一个标志性事件”。制片人最终找到了加里森，并在不到3个小时的时间里问了他很多不同的问题。在他回答完斯通的问题后，他站起来就离开了。他的傲慢给导演留下了很深的印象。斯通从会面中得出的印象是：加里森“犯了很多错误。他听信各种人的说法并参考了很多虚假的线索。即使他知道他深陷错误之中，他也选择了要继续走下去。”（made many mistakes. He trusted a lot of weirdoes and followed a lot of fake leads. But he went out on a limb, way out. And he kept going, even when he knew he was facing long odds.）
斯通没有兴趣拍一部关于加里森生活的电影，不过他很感兴趣在肯尼迪遇刺案背后阴谋的故事。之后，他也买下了吉姆·马斯的小说《困境：杀死肯尼迪之密谋》（Crossfire: The Plot That Killed Kennedy ）的电影版权。其中一个制片人对电影《刺杀肯尼迪》给出了一个初步的想法，即对沃伦委员会的结论《沃伦报告》的质疑，他相信那份报告是“一个伟大的神话”。如果要和这个神话对抗，也许你需要再创造另一个神话，即“反神话”。尽管马斯的书已经收集了很多理论，但斯通仍然不知足，他聘用了简·罗斯科尼（Jane Rusconi），一名刚从耶鲁大学毕业的学生，让她建立一支研究小组，尽可能地收集任何关于刺杀肯尼迪的资料。在斯通读完了两打关于刺杀肯尼迪的书的同时，罗斯科尼已经阅读了超过100-200本关于这一研究课题的书。
在1989年12月，斯通开始回到他的电影工作室。经过一番洽谈，最终斯通和华纳公司签约合作拍摄。同时工作室将拥有电影的全部版权并且拨出2千万美元作为制片预算。此后，斯通还邀请斯卡拉通过结合加里森的书、马斯的书和罗斯科尼的研究资料联合编写出一部剧本，并被斯通称为“一部伟大的侦探电影”。

### 角色的挑选
早期剧本的影片时长为4.5小时，并且需要4千万美元的预算，也就是2倍于早前和华纳兄弟公司商议的预算。为了证明多出来的预算是合理的，斯通意识到他必须请一些知名的影星。对于加里森的角色，斯通把剧本的复印件给了凯文·科斯特纳，梅尔·吉布森和哈里森·福特。最初科斯特纳拒绝了斯通，然而他的经纪人却对这个剧本甚感兴趣，最终说服了他出演这个角色。
在邀请科斯特纳出演的同时，斯通也向工作室提交了他对追加预算的申请。影片导演认识一位影界大亨阿诺恩·米尔坎，他约见了米尔查恩并希望他可以为这部影片的拍摄提供经济帮助。米尔查恩对这个项目非常感兴趣，他的新公司，Regency Films，也正需要一部像《刺杀肯尼迪》这样的影片，因此，他和华纳公司达成协议，同意为这部电影拨款。
在接这部戏之前，科斯特纳对加里森这个角色作了大量的研究，包括见到了他本人，还有他的朋友和敌人。1991年1月，在他最终同意出演加里森这一角色后的两个月后，他的影片《与狼共舞》获得了7项奥斯卡奖，这让《刺杀肯尼迪》工作室对增加预算一事感到物有所值。

## 反响
在该片上映的第一周，《刺杀肯尼迪》和《美女与野兽》并列排在了全美票房的第五位，这时开始有批评家评论这部电影是一部失败的作品。《纽约时报》的伯纳德·文罗（Bernard Weinraub）杜撰了一篇题目为“好莱坞为华纳公司让《刺杀肯尼迪》走得太远而惊讶”（Hollywood Wonders If Warner Brothers let JFK Go Too Far）的文章。在文中，他呼吁工作室做自我检讨，“工作室到底看上了像斯通这样制片人的哪一点？”（At what point does a studio exercise its leverage and blunt the highly charged message of a film maker like Oliver Stone?）该报的文森特·坎比也针对这部电影写了一篇评论，他写道，“斯通先生对影片制作采用的誇張风格是很随便的：很多很短的，频繁的，不知所云的，一个接着一个的镜头，夹杂着背景音乐，像夹心饼一样，和噪音，对话，还有更多的噪音，更多的对话在一起。”（Mr. Stone's hyperbolic style of film making is familiar: lots of short, often hysterical scenes tumbling one after another, backed by a soundtrack that is layered, strudel-like, with noises, dialogue, music, more noises, more dialogue.） 一名华盛顿人报的资深影片评论家，派特·多维尔（Pat Dowell）在提交她对该影片的评论文时被主编约翰·里姆伯特（John Limpert）驳回，理由是他不想看到对该影片正面的评论，他和其他杂志的编辑都一致认为这部影片是荒谬的。多维尔之后即辞去了职务。
此后，罗杰·埃伯特在《芝加哥太阳报》中对该电影表示了赞赏，他说，“这部电影的成就不在于它解答了肯尼迪遇刺的秘密，而在于它正试图唤醒自1963年之后在人们心中渐渐逝去的民族精神”。
华纳公司执行官指出，由于影片播放时间较长，因此仅会播放几场。在圣诞节时，《洛杉矶时报》发表了一篇名为“抵制斯通编造的事实”（Suppression of the Facts Grants Stone a Broad Brush）的文章来攻击该电影。纽约一家报纸也随之在次日发表了一篇名为“一个模糊版本的《刺杀肯尼迪》”（The Blurred Vision of JFK）的文章。几天之后，芝加哥太阳报发表了一篇题为“斯通的电影毫无任何价值，且使肯尼迪蒙羞”（Stone's Film Trashes Facts, Dishonors J.F.K.） 的文章。斯通甚至在接受电视采访后收到了死亡恐吓信，“我甚至不能记清所有的恐吓，因为实在太多了。”（I can't even remember all the threats, there were so many of them.）

对这部电影的批评主要集中在两点上。首先是在于对加里森的描述并不准确，另外还有斯通在其改编的历史资料片中加入了被人为混合加入的片段。斯通与斯卡拉为了回答对他的批评写了一本593页的书，《刺杀肯尼迪 – 关于这部电影的书》（JFK - The Book of the Film） ，其中包括了全部的有注释的剧本，另外还有97条来自支持和批评者的评论以及340条研究记录。
上映之后一直缓缓上涨的票房终于在1992年1月的第一个星期有了突破，它在全世界共收入了超过5千万美元的票房。斯通开始得到了一些对其电影的支持。迈阿密一份报纸提到，“前期对人物的细致刻画有助于我们对影片后期浮现出的问题的理解。”（the focus on the trivialities of personality conveniently prevents us from having to confront the tough questions his film raises.） 
《刺杀肯尼迪》获得了8项奥斯卡奖提名，其中包括“最佳男配角獎（汤米·李·琼斯）”，“最佳导演奖（欧立文·斯通）”，“最佳作曲奖（约翰·威廉姆斯）”，“最佳影片奖”，“最佳音响效果奖”，“最佳摄影奖（罗伯特·理查森）”，“最佳剪辑奖”，和“最佳改编剧本奖（斯通和圣扎迦利·斯卡拉）”。
最终，它赢得了其中两项，“最佳摄影奖”和“最佳剪辑奖”。
《刺杀肯尼迪》上映以后赚得了2亿5百万美元的票房。电影评论家罗杰·利伯特继续推动斯通的电影成为了“年度电影”和“十年十大电影之首”。目前该电影在网站Rotten Tomatoes上的评分为82%，在网络电影库上的评分为8.0（89,970人投票）。

## 历史的失实性
李·哈维·奥斯瓦尔德在后院手持来福枪的照片被剧中人物认为有伪造的嫌疑。事实上，照片的真实性已经得到奥斯瓦尔德生母及妻子的多次确认。
影片表示奥斯瓦尔德在受审过程中没有得到任何法律援助。但实情是奥斯瓦尔德多次拒绝了为他聘请的律师，其中包括他兄弟罗伯特给他请的人。影片提出的奥斯瓦尔德不可能有闲情将发射的弹壳摆好，实际上现存照片上的弹壳是联邦探员立起来摆好的。
在剧中大卫·菲利向吉姆·加里森和其调查组承认刺杀总统是一次有预谋的行为”的片段是完全虚构的。事实上，菲利从没有公开表示过自己曾参与策划或有任何刺杀总统组织的存在。
奥利佛·斯通承认在影片中，刺杀行动前首都华盛顿的通讯中断事件为虚构。
“谎言越大，相信的人就越多”这句话在剧中被加里森所引用，并被错误地归于希特勒名下。实际上这句名言出自约瑟夫·戈培尔（纳粹德国宣传部长）。
文森特·布廖西在他的书《重拾历史》中，用了一章来讨论该片和吉姆加里森本人，他举出“片中32处谎言和伪造”，并声称“此片是一个旷日持久的谎言，其中斯通找不到一处能用无心之失解释的发明和欺骗”。
杰克·瓦伦蒂，当时的美国电影协会主席，用了七页的声明谴责该片，他写道：「同样地，1941年的德国男孩女孩也为蕾妮·雷芬斯塔赫的《意志的胜利》而着迷，该片中希特勒被描写为神，甘迺迪和意志的胜利都是宣传的经典而且同样是谎言，史東先生和雷芬斯塔赫还有一个基因共通处，他们都没有在片中声明过其内容完全是虚构的。」

## DVD
迄今为止，一共发行过3种不同版本的DVD。第一版本发行于2000年，单碟，双面。其中被加入了17分钟曾经被导演删去的片段。
在2001年，又有一段被导演删去的片段被添加，这次共有2张碟，第一张碟是由斯通整理的，第二张则是一些补充资料。斯通为这个版本做了很多贡献，包括一段音频解说，2段多媒体论文和54分钟关于被删除和延伸片段的讲解。
最后，在2003年，一个2碟装的“特殊版本”上市，它包括了所有2001版本的内容和一部90分钟，名叫“刺杀肯尼迪的背后：关于阴谋的疑问”（Beyond JFK: The Question of Conspiracy）的纪录片。